# Hierodula dyaka
Hierodula dyaka es una especie de mantis de la familia Mantidae.

## Distribución geográfica
Se encuentra en la India, Sumatra, Java y Borneo.